# Cràter de subsidència

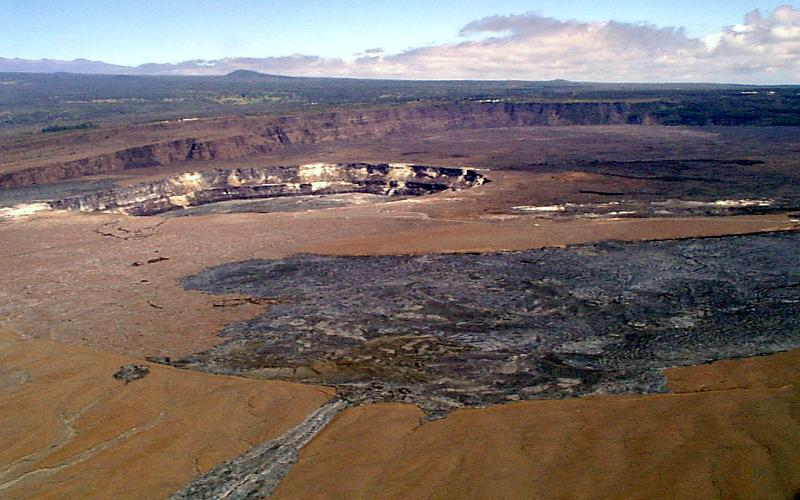
Kilauea amb Halemaumau

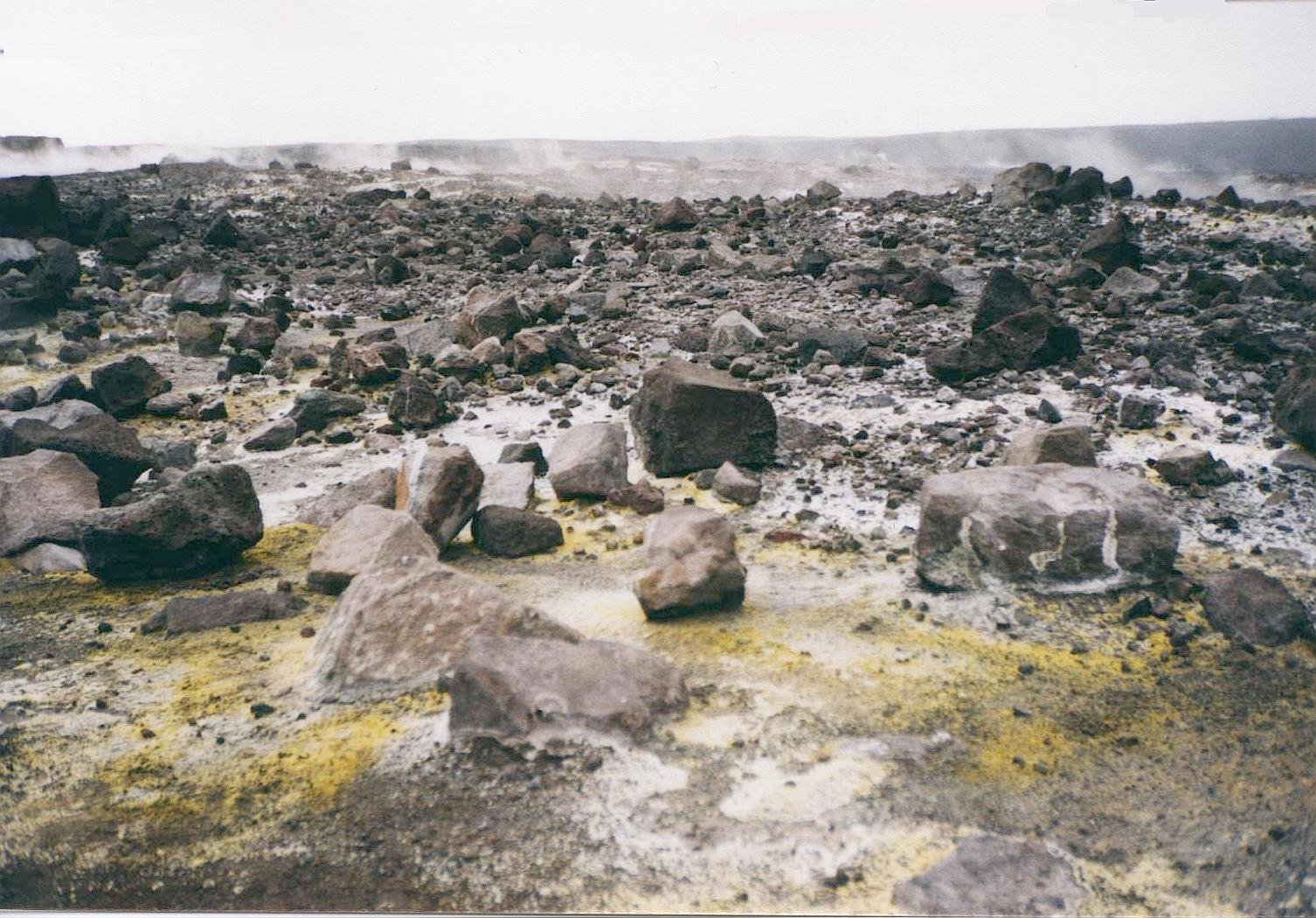
Cràter Halemaumau, Hawaii

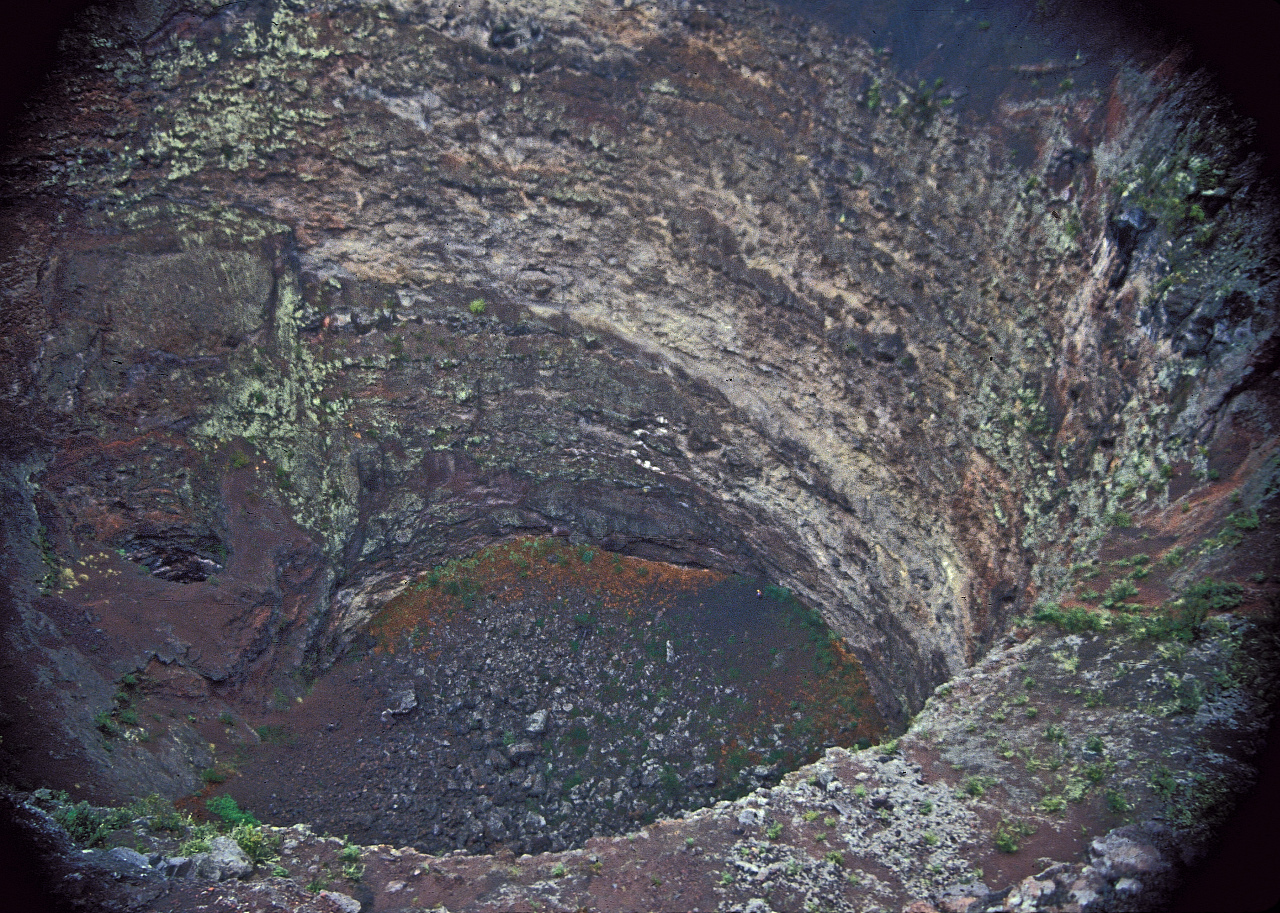
Cràter de fossa profund a Hualalai, Hawaii

Un cràter de subsidència, cràter pou o cràter col·lapsat és una depressió formada per l'enfonsament de la superfície de la terra que estava sobre una cambra buida, més que no pas per una erupció volcànica o una erupció de lava de tipus hawaià. Es poden trobar diversos cràters en cadena i normalment no tenen una vora alta. Es caracteritzen per tenir parets verticals que sovint presenten fissures. Normalment les obertures són gairebé circulars. Com que la caldera i el cràter de subsidència estan formats per processos similars aquest segon terme es reserva per les estructures de mida més petita, d'un 1,5 km o menys de diàmetre. Aquest procés de formació també es dona a la superfície del planeta Mart i altres planetes anomenats terrestres. S'han observat al planeta Mercuri.